# La Godivelle
La Godivelle település Franciaországban, Puy-de-Dôme megyében. Lakosainak száma 17 fő (2022. január 1.). La Godivelle Montgreleix, Compains, Espinchal és Saint-Alyre-ès-Montagne községekkel határos.

## Népesség
A település népességének változása:
| Lakosok száma | 17   | 13   | 14   | 15   | 16   | 16   | 16   | 17   |
|               | 2013 | 2015 | 2017 | 2018 | 2019 | 2020 | 2021 | 2022 |